# Andrea Iannone
Andrea Iannone (Vasto, 9 agosto 1989) è un pilota motociclistico italiano.

## Carriera
A 15 anni, nel 2004, prende parte al campionato Italiano Velocità, al campionato spagnolo di velocità e ad altre competizioni a livello nazionale ed europeo in sella all'Aprilia messagli a disposizione dal team Abruzzo Junior.

### Classe 125
Nel 2005 la struttura gli propone di disputare per la prima volta la stagione completa del motomondiale in classe 125, sempre su un'Aprilia e debutta nel Gran Premio di Spagna. Chiude la prima stagione al 20º posto con 20 punti e con il decimo posto in Turchia come migliore piazzamento.
Nel 2006 corre con una Aprilia RS 125 R del team Campetella Racing Junior, con compagno di squadra Simone Grotzkyj. Si piazza al 22º posto della classifica con 15 punti. Dopo il Gran Premio di Germania viene però liquidato dal team e passa, dal Gran Premio della Malesia, a correre per il team WTR Blauer USA. In quello stesso Gran Premio si infortuna, terminando la stagione.
Sempre con motociclette della casa di Noale gareggia nel 2007 nel WTR Team, con compagno Stefano Bianco. Termina la stagione al 20º posto con 26 punti nella classifica generale ed il nono posto in Turchia è il suo migliore piazzamento.

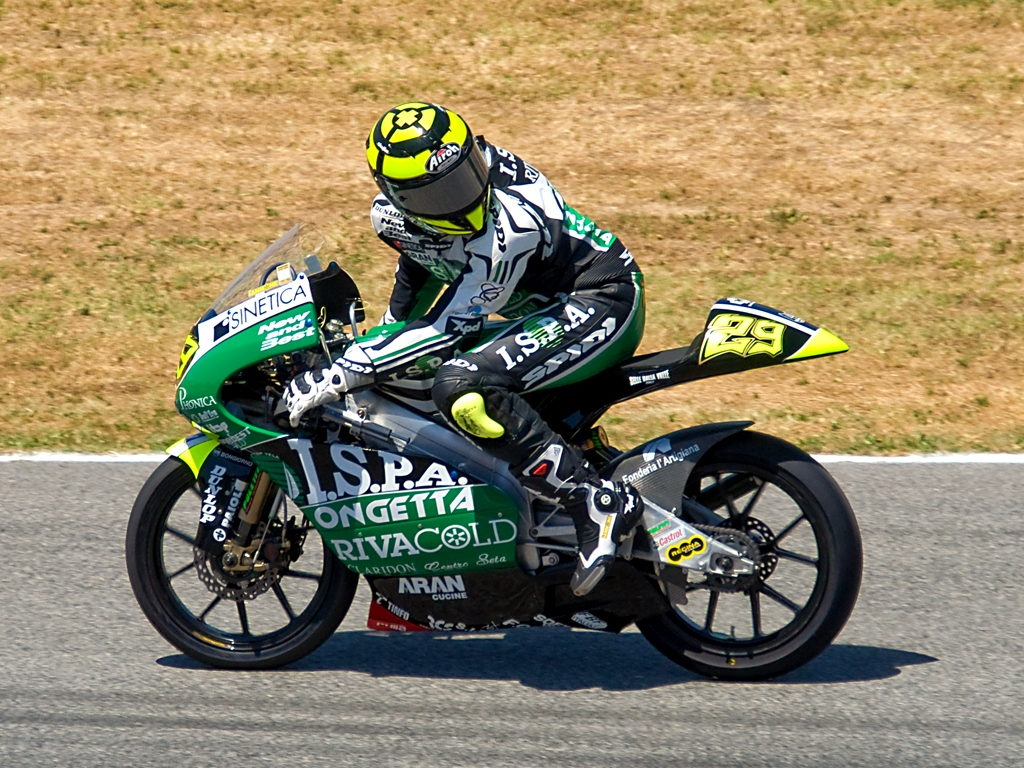
Andrea Iannone al Gran Premio di Catalogna del 2009.

Nel 2008 il vastese si trasferisce all'I.C. Team di Fiorenzo Caponera, dove trova come compagni l'austriaco Michael Ranseder ed il nipponico Takaaki Nakagami. In Cina vince la sua prima gara iridata in carriera, dove lotta a lungo con il campione del mondo del 2007 Gábor Talmácsi su un asfalto reso viscido dalla pioggia riuscendo a giungere sul traguardo con 3 secondi di vantaggio sul francese Mike Di Meglio. In Malesia ottiene la prima pole position della sua carriera e a fine stagione giunge al 10º posto nella classifica generale con 106 punti, secondo italiano dietro a Simone Corsi.
Nella stagione 2009 rimane nella squadra della passata stagione che però cambia denominazione in team Ongetta I.S.P.A., con compagni di squadra Lorenzo Zanetti, Takaaki Nakagami e Jonas Folger. Vince alla prima uscita stagionale in Qatar, in cui scatta dalla terza casella e grazie ad una ottima partenza riesce a passare in testa. Insolitamente per il Qatar comincia a piovere e la gara viene sospesa congelando la classifica dopo 4 giri dalla partenza. Successivamente i giudici di gara decidono di considerare conclusa la gara consegnando a Iannone la sua seconda vittoria in carriera. La terza arriva nella gara seguente in Giappone, dove inanella il secondo successo consecutivo dopo essere partito dalla pole position.
A Jerez, parte in prima fila ma cade e termina diciannovesimo. Rimonta in Francia, dove partiva molto indietro: cade al primo giro, ma poi recupera dalla 23ª posizione e riesce ad arrivare settimo. Al Mugello è costretto a ritirarsi mentre era in testa a causa della rottura della catena. Si prende la rivincita in Catalogna dopo un lungo testa a testa con Julián Simón che compie l'errore di mettersi ad esultare per la vittoria con un giro di anticipo. In Repubblica Ceca ottiene pole position e terzo posto. A Misano cade all'ultimo giro coinvolgendo nella caduta Pol Espargaró con il quale stava duellando per il primo posto. Termina la stagione al 7º posto con 125,5 punti.

### Moto2

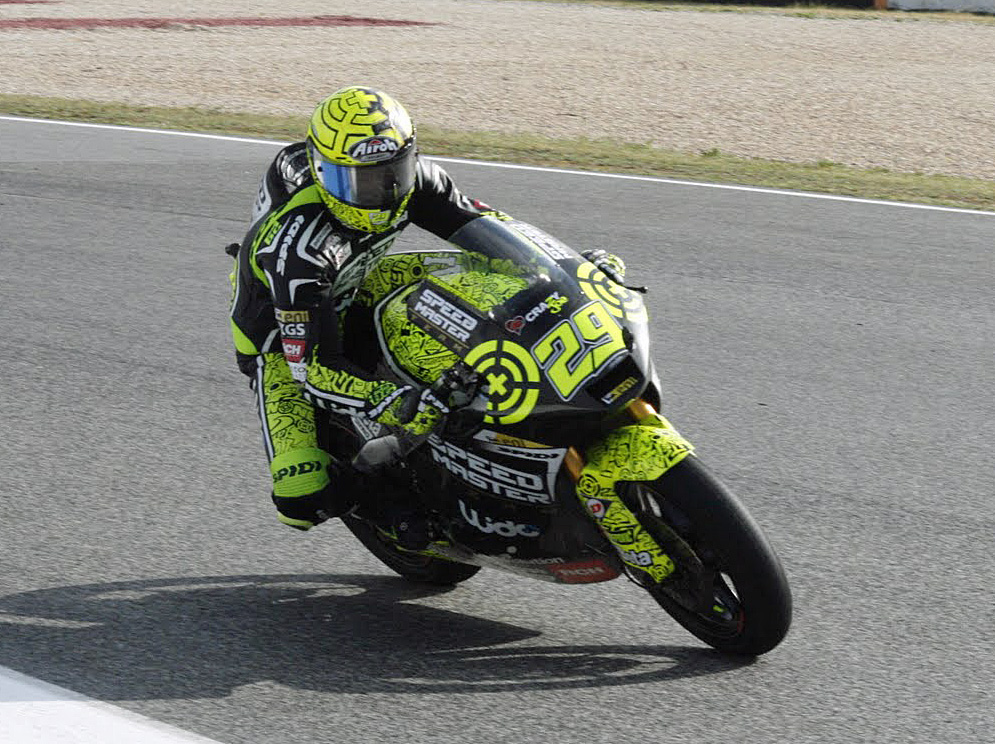
Andrea Iannone al Gran Premio del Portogallo del 2011.

Nel 2010 passa in Moto2 con la Speed Up di Luca Boscoscuro, con compagno di squadra Gábor Talmácsi. Ottiene tre vittorie (Italia, Paesi Bassi e Aragona), due secondi posti (Germania e Valencia), tre terzi posti (Repubblica Ceca, Malesia e Australia) e cinque pole position (Italia, Paesi Bassi, Catalogna, Germania e Aragona) e termina la stagione al 3º posto con 199 punti.
Nel 2011 guida la Suter MMXI del team Speed Master. Ottiene tre vittorie (Jerez, Repubblica Ceca e Giappone), due secondi posti (Qatar e Aragona) ed un terzo posto a San Marino. Termina la stagione al 3º posto con 177 punti.
Nel 2012 rimane nello stesso team guidando una Speed Up. Ottiene due vittorie (Catalogna e Italia), due secondi posti (Qatar e Paesi Bassi) ed un terzo posto a San Marino, dopo aver condotto buona parte della gara ed aver ceduto il comando solo nelle ultime tornate. Conclude la stagione al 3º posto con 194 punti.

### MotoGP

#### Ducati

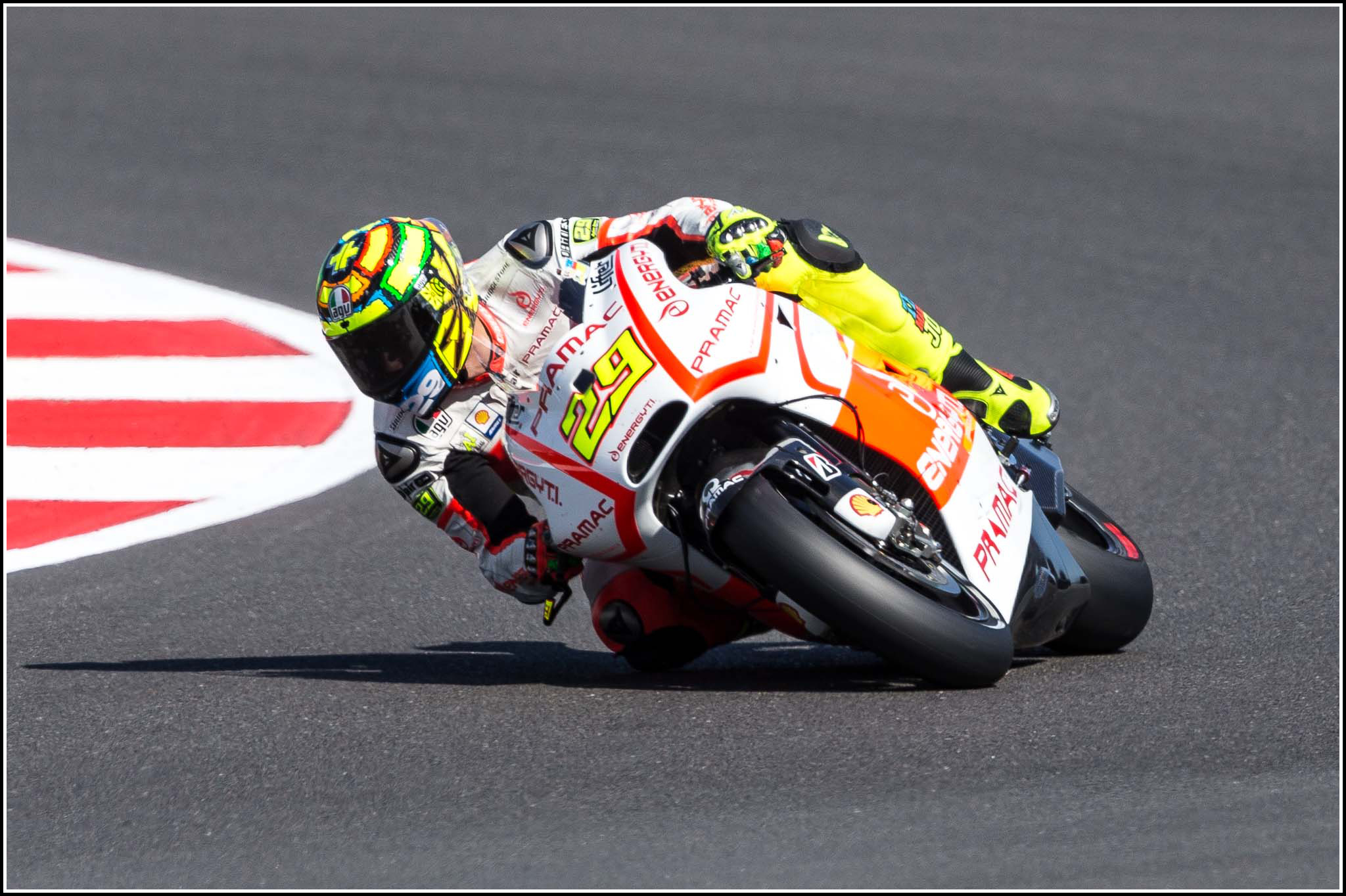
Iannone durante le prove libere del Gran Premio di Gran Bretagna 2013.

Nel 2013 passa in MotoGP, alla guida della Ducati Desmosedici del team Pramac Racing; il compagno di squadra è Ben Spies. Ottiene come miglior risultato un ottavo posto in Australia e termina la stagione al 12º posto con 57 punti. In questa stagione è costretto a saltare i Gran Premi di Germania e Stati Uniti a causa di una lussazione alla spalla destra rimediata nelle prove libere del Gran Premio di Germania.
Nel 2014 rimane nello stesso team, con compagno di squadra Yonny Hernández. Ottiene come miglior risultato tre quinti posti (Germania, Repubblica Ceca e San Marino) e termina la stagione al 10º posto con 102 punti. In questa stagione è costretto a saltare il Gran Premio della Malesia per una botta al braccio sinistro rimediata nelle prove libere del GP.

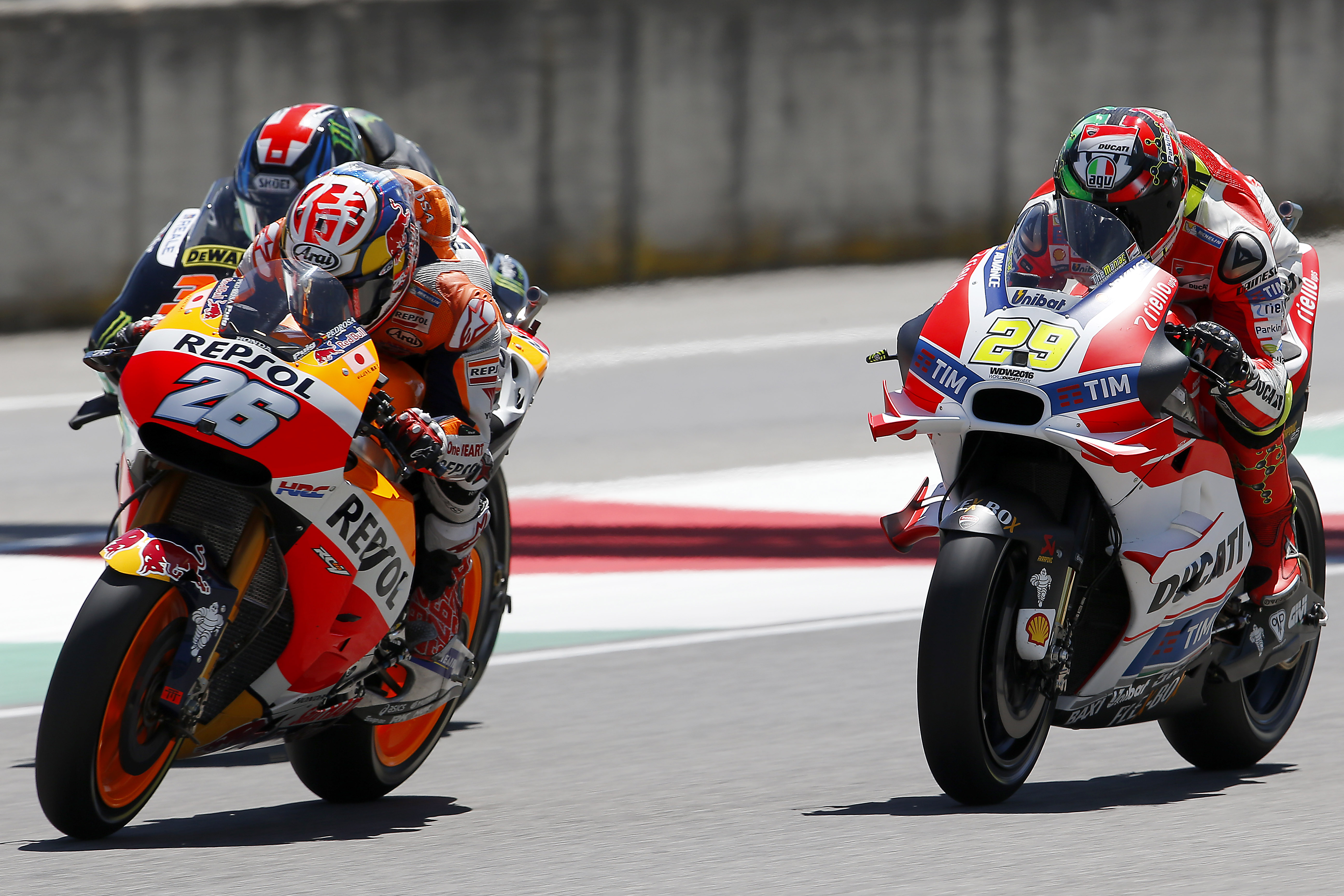
Pedrosa e Iannone durante il Gran Premio d'Italia 2016.

Nel 2015 passa al team ufficiale Ducati con compagno di squadra Andrea Dovizioso. In Qatar ottiene un terzo posto, nonché il suo primo podio in MotoGP, alle spalle dei connazionali Valentino Rossi e Andrea Dovizioso. Al Mugello parte per la prima volta dalla pole position, concludendo la gara in seconda posizione. In Australia torna sul terzo gradino del podio dopo una lunga battaglia con Jorge Lorenzo, Marc Márquez e soprattutto con Valentino Rossi, che termina al quarto posto dopo aver subito il sorpasso decisivo dello stesso Iannone a pochissime curve dalla fine. Chiude la stagione al quinto posto in classifica con 188 punti all'attivo.
La stagione 2016 inizia con un ritiro in Qatar a causa di una scivolata mentre si trova in lotta per la prima posizione. In Argentina, cade nel corso dell'ultimo giro mentre è in lotta per il podio, travolgendo il compagno di squadra Dovizioso. Questa manovra gli costa un punto della patente e tre posizioni di penalizzazione da scontare nella gara successiva ad Austin, che conclude al terzo posto. A Jerez parte dall'undicesima casella e termina la gara al settimo posto. In Francia è di nuovo costretto al ritiro a seguito di una caduta nel tentativo di recuperare su Lorenzo. Torna sul podio al Mugello, facendo segnare il giro più veloce e il record di velocità nella storia della MotoGP con 354,9 km/h.
In Catalogna cade per la 4ª volta in 7 gare travolgendo Jorge Lorenzo mentre lottava per la quinta posizione; per la sua manovra viene costretto a partire dall'ultima posizione nel Gran Premio successivo ad Assen. Seguono due quinti posti consecutivi, in Olanda e Germania. Nel Gran Premio d'Austria ottiene la sua prima vittoria in MotoGP, e fa tornare alla vittoria la Ducati dopo 6 anni di distanza da Casey Stoner a Phillip Island nel 2010. Stabilisce inoltre il record per il giro più veloce del circuito e fa segnare il suo primo hat trick in classe regina. In questa stagione è costretto a saltare i Gran Premi di San Marino, Aragona, Giappone e Australia a causa di una frattura alla terza vertebra dorsale rimediata nelle prove libere del GP di San Marino, il suo posto in squadra viene preso prima dal connazionale Michele Pirro poi, per la gara giapponese e australiana, dallo spagnolo Héctor Barberá, entrambi piloti Ducati. In Comunità Valenciana giunge terzo. Conclude la stagione al 9º posto con 112 punti.

#### Suzuki
Il 19 maggio 2016 firma un biennale con la Suzuki per le stagioni 2017-2018. Il compagno di squadra è lo spagnolo Álex Rins, proveniente dalla Moto2. Ottiene come miglior risultato un quarto posto in Giappone e termina la stagione con tante difficoltà al 13º posto con 70 punti. Il 22 aprile 2018 ottiene il primo podio con la Suzuki concludendo al terzo posto nel Gran Premio delle Americhe. Si riconferma al podio nella gara successiva a Jerez, ottenendo ancora il terzo posto. Nel settembre 2018 ritrova il podio nel Gran Premio d'Aragona, arrivando al terzo posto in compagnia di Andrea Dovizioso e con il vincitore Marc Márquez con diversi sorpassi negli ultimi giri. A ottobre del 2018 giunge al secondo posto in Australia dopo una bella lotta con le Ducati di Andrea Dovizioso e Álvaro Bautista (sostituendo l'infortunato Jorge Lorenzo). Conclude la stagione al 10º posto con 133 punti.

#### Aprilia
Nel 2019 passa al team Aprilia Racing Team Gresini, alla guida dell'Aprilia RS-GP; con il compagno di squadra Aleix Espargaró. Al debutto in Qatar con la moto italiana, ottiene un quattordicesimo posto. In questa stagione è costretto a saltare il Gran Premio di Spagna a causa di una contusione al piede sinistro rimediata nelle prove libere del GP e il Gran Premio di San Marino a causa di un trauma alla spalla sinistra rimediato nelle prove libere del GP. Conclude la stagione al 16º posto con 43 punti, ottenendo come miglior risultato un sesto posto in Australia (portando l'Aprilia al comando per un giro).

#### La squalifica doping
La Federazione internazionale di motociclismo il 17 dicembre 2019 ha annunciato di aver momentaneamente sospeso l'atleta dalle corse perché risultato positivo ad un controllo antidoping. In un campione delle sue urine sono state trovate tracce di steroidi anabolizzanti, che sarebbero risalenti al Gran Premio motociclistico della Malesia del 3 novembre, del medesimo anno. Nel gennaio 2020 i risultati delle controanalisi hanno confermato la presenza della sostanza proibita. Il 10 novembre dello stesso anno viene squalificato per quattro anni dal TAS di Losanna e tutti i suoi risultati ottenuti dal 1º novembre 2019 vengono considerati non validi.

#### Ritorno in MotoGP
Il 28 ottobre 2024, viene annunciato il suo ritorno nel Motomondiale, in occasione del Gran Premio della Malesia in sostituzione dell'infortunato Fabio Di Giannantonio con il team VR46 Racing. Dopo aver concluso le qualifiche in diciassettesima posizione, il sabato chiude la gara Sprint in diciannovesima posizione. Alla domenica, bissa il risultato delle qualifiche terminando la gara diciassettesimo davanti solo a Lorenzo Savadori.

### Superbike

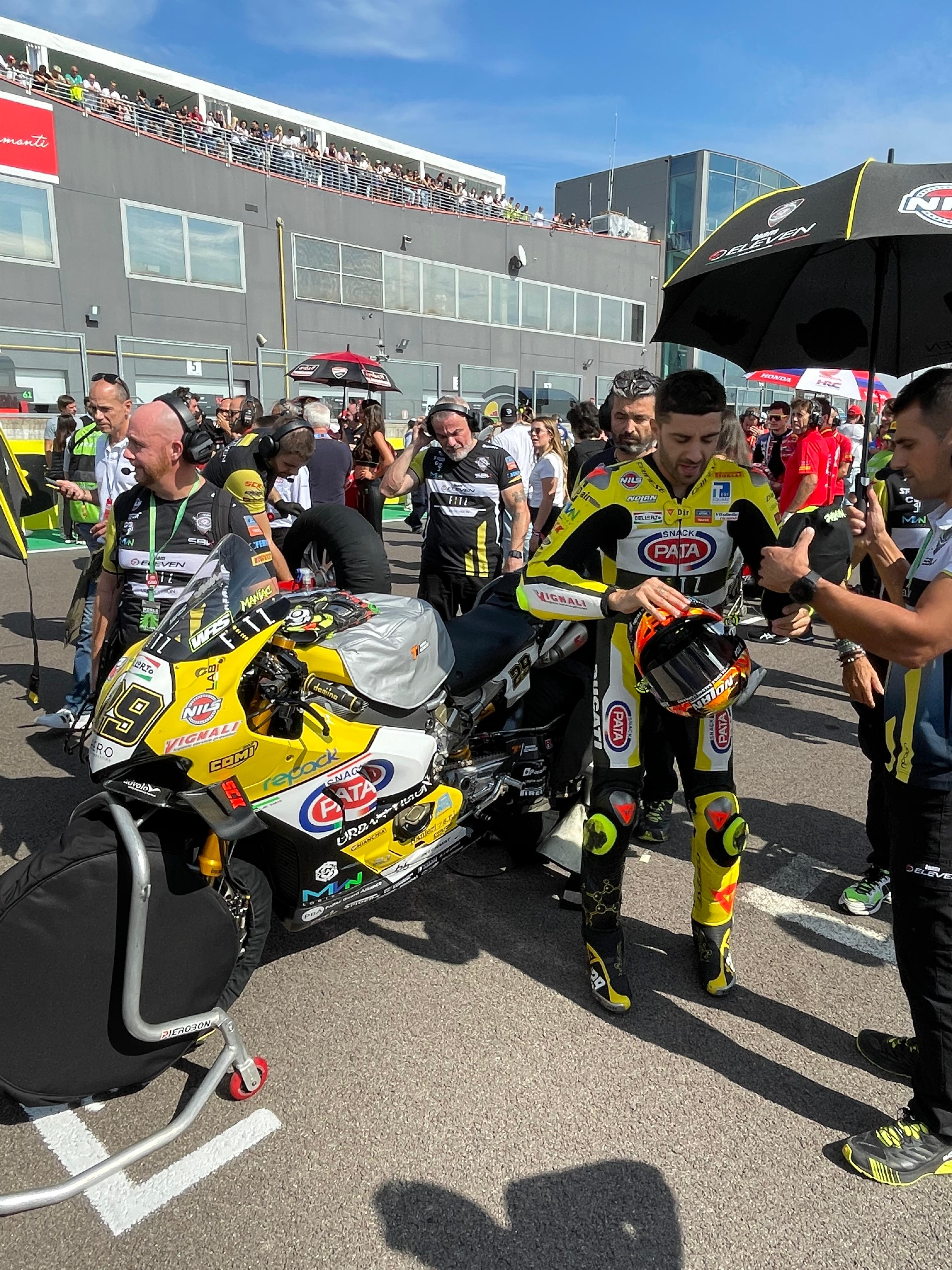
Iannone, poco prima di gara due al Cremona Circuit, nel 2024.

Una volta scontata la squalifica per doping, torna all'attività agonistica nel 2024 prendendo parte al mondiale Superbike in sella alla Ducati Panigale V4 del Team Go Eleven.
Fin da subito si rivela competitivo ai vertici della categoria delle derivate dalla serie: all'esordio riesce a conquistare il terzo gradino del podio di gara uno in Australia; è poi secondo nella Superpole Race in Catalogna e nuovamente terzo in gara uno Repubblica Ceca e nella Superpole Race della tappa italiana. La prima vittoria arriva il 28 settembre ad Aragon, in Spagna. In questa stagione compete con Danilo Petrucci per la vittoria del Trofeo Indipendenti (riservato ai piloti di moto affidate a team non ufficiali), andato poi al ternano, e chiude la classifica generale del campionato all'ottavo posto.

## Risultati in gara

### Motomondiale

#### Classe 125
| 2005 | Classe | Moto    |    |    |    |    |    |    |    |    |     |     |    |    |    |    |     |    |    |  | Punti | Pos. |
| ---- | ------ | ------- | -- | -- | -- | -- | -- | -- | -- | -- | --- | --- | -- | -- | -- | -- | --- | -- | -- |  | ----- | ---- |
| 2005 | 125    | Aprilia | 21 | 26 | 18 | 23 | 16 | 11 | 26 | NE | Rit | Rit | 11 | 13 | 18 | 19 | Rit | 10 | 15 |  | 20    | 20º  |

| 2006 | Classe | Moto    |    |    |    |    |   |    |    |     |    |    |    |  |     |  |  |  |  |  | Punti | Pos. |
| ---- | ------ | ------- | -- | -- | -- | -- | - | -- | -- | --- | -- | -- | -- |  | --- |  |  |  |  |  | ----- | ---- |
| 2006 | 125    | Aprilia | 15 | 13 | 15 | 13 | 9 | SQ | 17 | Rit | 17 | 24 | NE |  | Rit |  |  |  |  |  | 15    | 22º  |

| 2007 | Classe | Moto    |    |    |   |    |     |     |    |    |    |    |    |     |    |    |    |    |    |    | Punti | Pos. |
| ---- | ------ | ------- | -- | -- | - | -- | --- | --- | -- | -- | -- | -- | -- | --- | -- | -- | -- | -- | -- | -- | ----- | ---- |
| 2007 | 125    | Aprilia | 15 | 12 | 9 | 11 | Rit | Rit | 17 | 15 | 20 | 24 | NE | Rit | 14 | 18 | 10 | 20 | 18 | 20 | 26    | 20º  |

| 2008 | Classe | Moto    |    |    |    |   |   |    |     |     |   |    |    |   |   |     |     |   |    |   | Punti | Pos. |
| ---- | ------ | ------- | -- | -- | -- | - | - | -- | --- | --- | - | -- | -- | - | - | --- | --- | - | -- | - | ----- | ---- |
| 2008 | 125    | Aprilia | 14 | 18 | 11 | 1 | 5 | 12 | Rit | Rit | 8 | 11 | NE | 9 | 6 | Rit | Rit | 4 | 10 | 6 | 106   | 10º  |

| 2009 | Classe | Moto    |   |   |    |   |     |   |   |    |   |     |   |     |     |     |   |   |     |  | Punti | Pos. |
| ---- | ------ | ------- | - | - | -- | - | --- | - | - | -- | - | --- | - | --- | --- | --- | - | - | --- |  | ----- | ---- |
| 2009 | 125    | Aprilia | 1 | 1 | 19 | 7 | Rit | 1 | 4 | NE | 7 | Rit | 3 | Rit | Rit | Rit | 8 | 8 | Rit |  | 125,5 | 7º   |

| Legenda | 1º posto        | 2º posto            | 3º posto            | A punti      | Senza punti        | Grassetto – Pole position Corsivo – Giro più veloce |
| Legenda | Gara non valida | Non qual./Non part. | Ritirato/Non class. | Squalificato | '-' Dato non disp. | Grassetto – Pole position Corsivo – Giro più veloce |

#### Moto2
| 2010 | Classe | Moto     |    |     |   |   |    |   |    |   |    |   |   |     |   |    |   |   |    |   | Punti | Pos. |
| ---- | ------ | -------- | -- | --- | - | - | -- | - | -- | - | -- | - | - | --- | - | -- | - | - | -- | - | ----- | ---- |
| 2010 | Moto2  | Speed Up | 19 | Rit | 4 | 1 | 12 | 1 | 13 | 2 | NE | 3 | 4 | Rit | 1 | 13 | 3 | 3 | 21 | 2 | 199   | 3º   |

| 2011 | Classe | Moto  |   |   |    |     |    |    |    |   |    |    |   |    |   |   |   |   |   |    | Punti | Pos. |
| ---- | ------ | ----- | - | - | -- | --- | -- | -- | -- | - | -- | -- | - | -- | - | - | - | - | - | -- | ----- | ---- |
| 2011 | Moto2  | Suter | 2 | 1 | 13 | Rit | 15 | 16 | 12 | 5 | 14 | NE | 1 | 11 | 3 | 2 | 1 | 8 | 9 | 11 | 177   | 3º   |

| 2012 | Classe | Moto     |   |    |   |   |   |   |   |    |   |    |   |   |   |   |    |   |     |    | Punti | Pos. |
| ---- | ------ | -------- | - | -- | - | - | - | - | - | -- | - | -- | - | - | - | - | -- | - | --- | -- | ----- | ---- |
| 2012 | Moto2  | Speed Up | 2 | 14 | 5 | 4 | 1 | 4 | 2 | 16 | 1 | NE | 9 | 4 | 3 | 4 | 17 | 5 | Rit | 11 | 194   | 3º   |

| Legenda | 1º posto        | 2º posto            | 3º posto            | A punti      | Senza punti        | Grassetto – Pole position Corsivo – Giro più veloce |
| Legenda | Gara non valida | Non qual./Non part. | Ritirato/Non class. | Squalificato | '-' Dato non disp. | Grassetto – Pole position Corsivo – Giro più veloce |

#### MotoGP
| 2013 | Classe | Moto   |   |    |     |    |    |     |    |    |     |    |   |    |     |    |     |   |    |     |  |  |  |  | Punti | Pos. |
| ---- | ------ | ------ | - | -- | --- | -- | -- | --- | -- | -- | --- | -- | - | -- | --- | -- | --- | - | -- | --- |  |  |  |  | ----- | ---- |
| 2013 | MotoGP | Ducati | 9 | 10 | Rit | 11 | 13 | Rit | 13 | NP | Inf | 11 | 9 | 11 | Rit | 10 | Rit | 8 | 14 | Rit |  |  |  |  | 57    | 12º  |

| 2014 | Classe | Moto   |    |   |   |     |     |   |   |   |   |     |   |   |   |     |   |     |    |    |  |  |  |  | Punti | Pos. |
| ---- | ------ | ------ | -- | - | - | --- | --- | - | - | - | - | --- | - | - | - | --- | - | --- | -- | -- |  |  |  |  | ----- | ---- |
| 2014 | MotoGP | Ducati | 10 | 7 | 6 | Rit | Rit | 7 | 9 | 6 | 5 | Rit | 5 | 8 | 5 | Rit | 6 | Rit | NP | 22 |  |  |  |  | 102   | 10º  |

| 2015 | Classe | Moto   |   |   |   |   |   |   |   |   |   |   |   |   |   |   |     |   |     |     |  |  |  |  | Punti | Pos. |
| ---- | ------ | ------ | - | - | - | - | - | - | - | - | - | - | - | - | - | - | --- | - | --- | --- |  |  |  |  | ----- | ---- |
| 2015 | MotoGP | Ducati | 3 | 5 | 4 | 6 | 5 | 2 | 4 | 4 | 5 | 5 | 4 | 8 | 7 | 4 | Rit | 3 | Rit | Rit |  |  |  |  | 188   | 5º   |

| 2016 | Classe | Moto   |     |     |   |   |     |   |     |   |   |   |   |     |    |     |     |     |     |   |  |  |  |  | Punti | Pos. |
| ---- | ------ | ------ | --- | --- | - | - | --- | - | --- | - | - | - | - | --- | -- | --- | --- | --- | --- | - |  |  |  |  | ----- | ---- |
| 2016 | MotoGP | Ducati | Rit | Rit | 3 | 7 | Rit | 3 | Rit | 5 | 5 | 1 | 8 | Rit | NP | Inf | Inf | Inf | Rit | 3 |  |  |  |  | 112   | 9º   |

| 2017 | Classe | Moto   |     |    |   |     |    |    |    |   |     |    |    |     |     |    |   |   |    |   |  |  |  |  | Punti | Pos. |
| ---- | ------ | ------ | --- | -- | - | --- | -- | -- | -- | - | --- | -- | -- | --- | --- | -- | - | - | -- | - |  |  |  |  | ----- | ---- |
| 2017 | MotoGP | Suzuki | Rit | 16 | 7 | Rit | 10 | 10 | 16 | 9 | Rit | 19 | 11 | Rit | Rit | 12 | 4 | 6 | 17 | 6 |  |  |  |  | 70    | 13º  |

| 2018 | Classe | Moto   |   |   |   |   |     |   |    |    |    |    |    |    |   |   |    |     |   |     |     |  |  |  | Punti | Pos. |
| ---- | ------ | ------ | - | - | - | - | --- | - | -- | -- | -- | -- | -- | -- | - | - | -- | --- | - | --- | --- |  |  |  | ----- | ---- |
| 2018 | MotoGP | Suzuki | 9 | 8 | 3 | 3 | Rit | 4 | 10 | 11 | 12 | 10 | 13 | AN | 8 | 3 | 11 | Rit | 2 | Rit | Rit |  |  |  | 133   | 10º  |

| 2019 | Classe | Moto    |    |    |    |    |     |    |    |    |    |    |    |    |    |    |    |     |   |    |    |  |  |  | Punti | Pos. |
| ---- | ------ | ------- | -- | -- | -- | -- | --- | -- | -- | -- | -- | -- | -- | -- | -- | -- | -- | --- | - | -- | -- |  |  |  | ----- | ---- |
| 2019 | MotoGP | Aprilia | 14 | 17 | 12 | NP | Rit | 15 | 11 | 10 | 13 | 17 | 16 | 10 | NP | 11 | 15 | Rit | 6 | SQ | SQ |  |  |  | 43    | 16º  |

| 2024 | Classe | Moto   |  |  |  |  |  |  |  |  |  |  |  |  |  |  |  |  |  |  |    |  |  |  | Punti | Pos. |
| ---- | ------ | ------ |  |  |  |  |  |  |  |  |  |  |  |  |  |  |  |  |  |  | -- |  |  |  | ----- | ---- |
| 2024 | MotoGP | Ducati |  |  |  |  |  |  |  |  |  |  |  |  |  |  |  |  |  |  | 17 |  |  |  | 0     |      |

| Legenda | 1º posto        | 2º posto            | 3º posto            | A punti      | Senza punti        | Grassetto – Pole position Corsivo – Giro più veloce |
| Legenda | Gara non valida | Non qual./Non part. | Ritirato/Non class. | Squalificato | '-' Dato non disp. | Grassetto – Pole position Corsivo – Giro più veloce |

### Campionato mondiale Superbike
| 2024 | Moto   |   |    |   |   |   |     |     |    |   |   |   |    |    |    |     |   |   |   |     |   |   |   |    |    |     |   |     |   |   |   |   |   |   |    |   |   |  |  |  |  |  |  | Punti | Pos. |
| ---- | ------ | - | -- | - | - | - | --- | --- | -- | - | - | - | -- | -- | -- | --- | - | - | - | --- | - | - | - | -- | -- | --- | - | --- | - | - | - | - | - | - | -- | - | - |  |  |  |  |  |  | ----- | ---- |
| 2024 | Ducati | 3 | 14 | 4 | 4 | 2 | Rit | Rit | 15 | 4 | 7 | 5 | 11 | 11 | 10 | Rit | 3 | 7 | 8 | Rit | 9 | 4 | 5 | 11 | 12 | Rit | 3 | Rit | 1 | 4 | 4 | 9 | 9 | 8 | 12 | 7 | 4 |  |  |  |  |  |  | 231   | 8º   |

| 2025 | Moto   |   |   |   |   |    |     |     |     |   |   |   |    |     |     |     |     |    |     |    |   |   |    |    |    |  |  |  |  |  |  |  |  |  |  |  |  |  |  |  |  |  |  | Punti | Pos. |
| ---- | ------ | - | - | - | - | -- | --- | --- | --- | - | - | - | -- | --- | --- | --- | --- | -- | --- | -- | - | - | -- | -- | -- |  |  |  |  |  |  |  |  |  |  |  |  |  |  |  |  |  |  | ----- | ---- |
| 2025 | Ducati | 6 | 2 | 3 | 7 | 12 | Rit | Rit | Rit | 9 | 4 | 8 | 14 | Inf | Inf | Inf | Rit | 17 | Rit | 10 | 9 | 7 | 13 | NP | NP |  |  |  |  |  |  |  |  |  |  |  |  |  |  |  |  |  |  | 87    |      |

| Legenda | 1º posto        | 2º posto            | 3º posto           | A punti      | Senza punti        | Grassetto – Pole position Corsivo – Giro più veloce |
| Legenda | Gara non valida | Non qual./Non part. | Ritirato/Non class | Squalificato | '-' Dato non disp. | Grassetto – Pole position Corsivo – Giro più veloce |